# Olivia Klint Ipsa
Olivia Klint Ipsa (13 de marzo de 2005) es una deportista sueca que compite en natación, especialista en el estilo braza. Ganó dos medallas de bronce en el Campeonato Europeo de Natación de 2024, en las pruebas de 50 m braza y 100 m braza.

## Palmarés internacional
| Campeonato Europeo | Campeonato Europeo | Campeonato Europeo | Campeonato Europeo |
| Año                | Lugar              | Medalla            | Prueba             |
| ------------------ | ------------------ | ------------------ | ------------------ |
| 2024               | Belgrado (Serbia)  | Medalla de bronce  | 50 m braza         |
| 2024               | Belgrado (Serbia)  | Medalla de bronce  | 100 m braza        |